# Große
Als Große bezeichnet man in der Geschichtswissenschaft die (durchaus heterogene) Führungsschicht eines Reiches, eines Fürstentums oder einer sozialen Gruppe vor allem dann, wenn diese nicht fest umrissen ist. 
Besonders häufig wird der Begriff auf die Führungsspitze in Reichen des Früh- und Hochmittelalters angewendet, deren innere Struktur noch wenig gefestigt war oder nicht detailliert überliefert ist. In den mittelalterlichen Quellen finden sich mehrere lateinische Begriffe für Angehörige des Adels, die etwa als nobiles, potentes, proceres und optimates bezeichnet werden. In der modernen Mittelalterforschung wird der Begriff „Große“ allgemein hinsichtlich der führenden weltlichen und geistlichen Spitzenschicht benutzt.
Im Ostfrankenreich und im frühen Heiligen Römischen Reich wählten die Großen den König und nahmen als Berater, Verbündete und ausführende Organe Einfluss auf dessen Machtausübung. Herrschaft war in diesem Zusammenhang zunächst personell und nicht institutionell begründet. Der König und die Großen des Reiches standen in einer wechselseitigen politischen Beziehung, wobei Rang und Ansehen von Bedeutung waren. Einfluss gewannen besonders die Großen im näheren Umkreis des Königs, wobei die Konsensherstellung ein wichtiger Faktor war (konsensuale Herrschaft). Mit der verbindlichen Regelung des Wahlverfahrens durch die Goldene Bulle und der Herausbildung von Höfen und Beamtenstrukturen verschwand die Bedeutung dieser Großen, wenngleich einflussreiche Landesherren weiterhin eine wichtige Rolle in der Reichspolitik spielten. Für das Spätmittelalter wird von den geistlichen und weltlichen Reichsfürsten gesprochen.